# Hafen Neapel
Der Hafen Neapel (italienisch Porto di Napoli) ist einer der größten Seehäfen Italiens. Der älteste Teil des Hafens liegt unmittelbar vor der Altstadt Neapels am gleichnamigen Golf.
Der seit dem 8. Jahrhundert vor Christus bestehende Hafen verzeichnete im Jahr 2016 ein Passagieraufkommen von knapp 7,9 Millionen, davon 1,3 Millionen Kreuzfahrtteilnehmer. Der Güterumschlag lag bei 22,4 Millionen Tonnen. Eine in Neapel ansässige regionale Hafenbehörde verwaltet auch die Häfen von Castellammare di Stabia und Salerno.

## Infrastruktur
Die Hafenanlagen erstrecken sich auf 409 Hektar, davon sind 266 ha Wasserflächen und 143 ha Landflächen. Die Uferlänge aller Kaimauern beträgt insgesamt über 11 Kilometer, an denen sich 75 größere Liegeplätze befinden. Das Hafenbecken ist bis zu 17 Meter tief, die beiden Hafeneinfahrten sind 250 und 300 Meter breit.
Der Hafen lässt sich von Westen nach Osten gesehen in mehrere Bereiche unterteilen: Der im Westen gelegene älteste Teil des Hafens ist dem Kreuzfahrt- und Fährverkehr vorbehalten, im Zentrum befinden sich Werften mit mehreren Trockendocks, im Osten liegt der neuere Industriehafen.

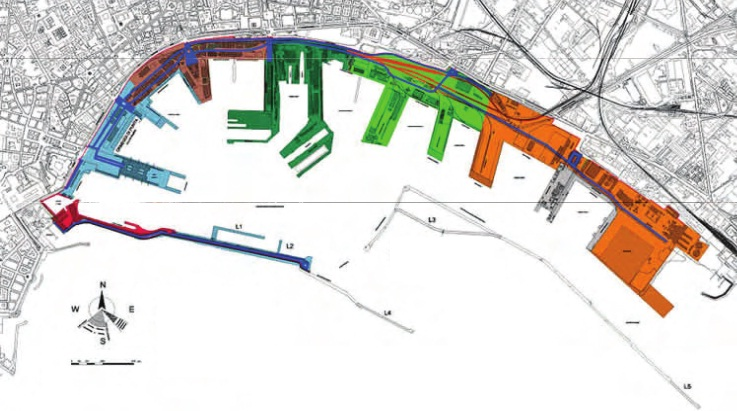
Karte des Hafens von Neapel nach Funktionen; hellblau: Fähr- und Kreuzfahrtschiffe, braun: gemischte Zone, dunkelgrün: Werftanlagen, hellgrün: Massen- und Stückgut, orange: Containerterminal, grau: Pieranlagen für Tankschiffe

Im Südwesten bildet die Hafenmole San Vincenzo auf der Hafenseite eine Pier, die zum Teil offiziell noch Marinestützpunkt ist, jedoch vorwiegend für Boote von Sicherheitsbehörden reserviert ist. Ein Umbau dieser Anlage und ihre weitere Öffnung für eine zivile Nutzung, insbesondere als Yachthafen und für kulturelle und geschäftliche Zwecke ist geplant. Im Uhrzeigersinn folgt der Beverello-Kai, der für Fährverbindungen mit den Inseln im Golf von Neapel und mit anderen Orten in der Region eingerichtet ist. Die große Angioino-Pier mit der 1936 fertig gestellten Stazione Marittima ist heute ein Kreuzfahrtterminal. Die Stazione Marittima ist nach Flughafen-Standards modernisiert worden und beherbergt unter anderem ein Kongresszentrum. Betrieben wird sie von dem Unternehmen Terminal Napoli SpA, an dem mehrere Kreuzfahrtgesellschaften beteiligt sind. Die nächste Pier, Imacolata Vecchia genannt, ist größeren Fährschiffen vorbehalten, die Neapel mit Sizilien, Sardinien und den Äolischen oder Liparischen Inseln verbinden. Bei dieser Pier befindet sich das Museo dell’emigrazione, das an die italienischen Auswanderungswellen nach Amerika erinnert. Die genannten Hafenanlagen für den Passagierverkehr, insbesondere das Kreuzfahrtterminal, liegen wenige hundert Meter von den bedeutendsten Bauwerken der Altstadt entfernt, darunter das Castel Nuovo, der Palazzo Reale, die Piazza del Plebiscito mit der Basilika San Francesco di Paola, das Teatro San Carlo und die Galleria Umberto I. Vor dem Terminal befindet sich die U-Bahn-Station Municipio.
Die in östlicher Richtung folgende trapezförmige Pier Carlo Pisacane und das Hafenbecken Villa del Popolo können als Mehrzweckanlagen bezeichnet werden. Im mittleren Abschnitt des Hafens haben sich mehrere Werften angesiedelt, die auf Schiffsreparaturen spezialisiert sind und dort zum Teil auch Schiffe bauen. Hinsichtlich der Schiffsreparaturen ist das Unternehmen Cantieri del Mediterraneo erwähnenswert. Beim Schiffbau hat Neapel seit langer Zeit ein zweites Standbein im benachbarten Castellammare di Stabia, wo sich heute eine Fincantieri-Werft befindet.
Östlich der Werftanlagen folgen vier Piers des Industriehafens. Die Piers Vittorio Emanuele II und Flavio Gioia dienen dem Umschlag von Stückgut und festem Massengut, die Pier Giovanni Bausan und die Kaianlagen dahinter bilden ein Containerterminal, der Pontile Vigliena ist der Ölhafen. Ganz im Osten wurde an der Darsena di Levante mit dem Bau eines neuen Containerterminals begonnen, dessen südliche Kaimauerfront 670 Meter lang ist und damit Platz für zwei große Containerschiffe bietet oder für ein einzelnes sehr großes. Das Hafenbecken ist hier über 17 Meter tief. Die 25 Hektar große Plattform wird eine jährliche Kapazität von 800.000 TEUs haben, während die alten Terminals es insgesamt auf nur 400.000 bringen. Die Plattform soll auch wegen der Notwendigkeit eines besseren Gleisanschlusses um weitere 50 Hektar nach Osten vergrößert werden (Darsena di Levante 2.0). In der ersten Stufe wird das Becken zwischen den alten Piers Progresso und Levante mit Aushub aus dem übrigen Hafenbecken zugeschüttet. Die Maße der neuen Plattform wurden bei den Daten der Hafenanlagen zu Beginn dieses Infrastruktur-Abschnitts nicht berücksichtigt.
Multimodal ist der Hafen gut angebunden. Von Bedeutung sind in diesem Zusammenhang die Güterverkehrszentren bei Nola und Marcianise sowie der Flughafen Neapel.

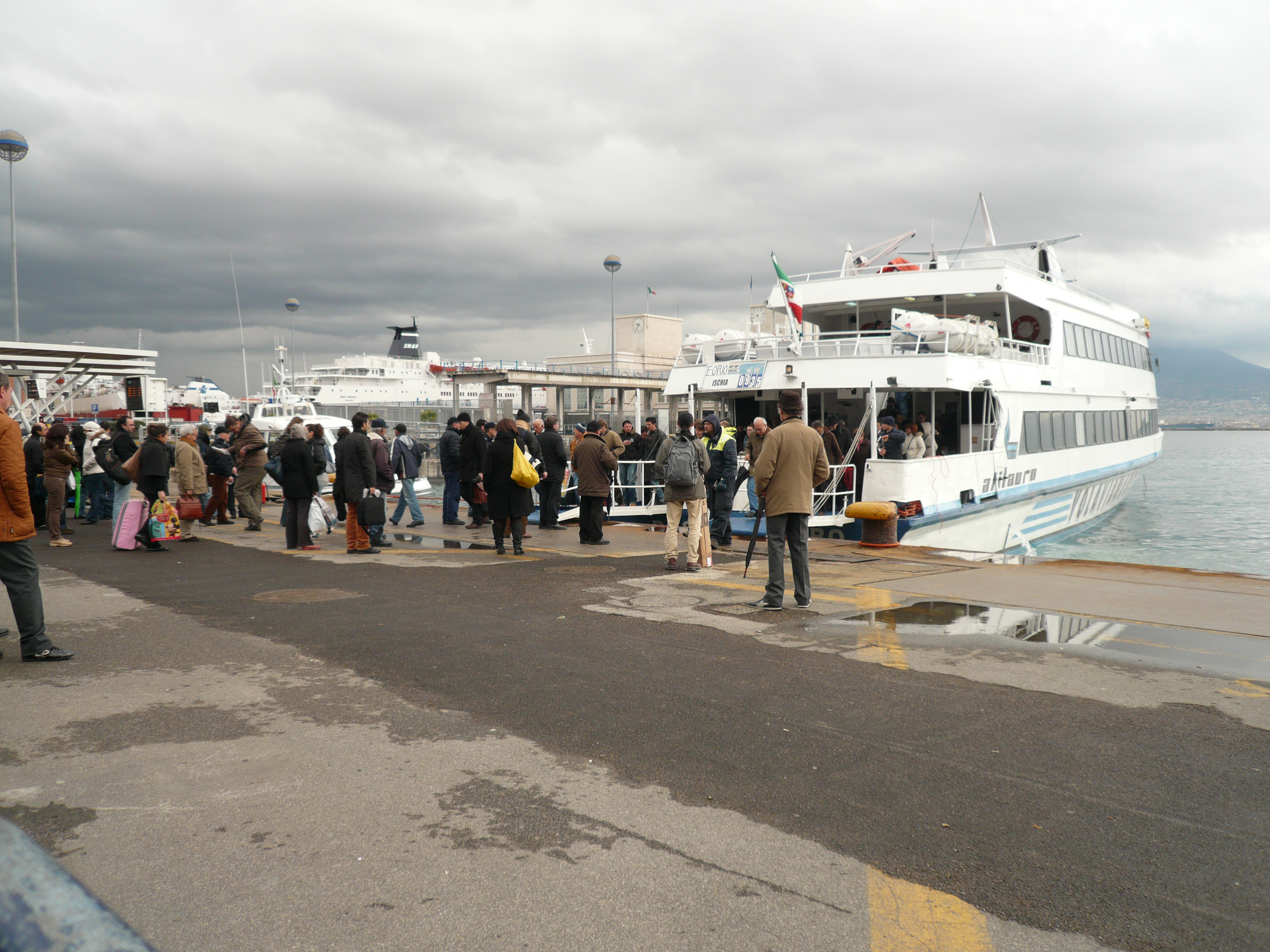
Kleine Fähren am Beverello
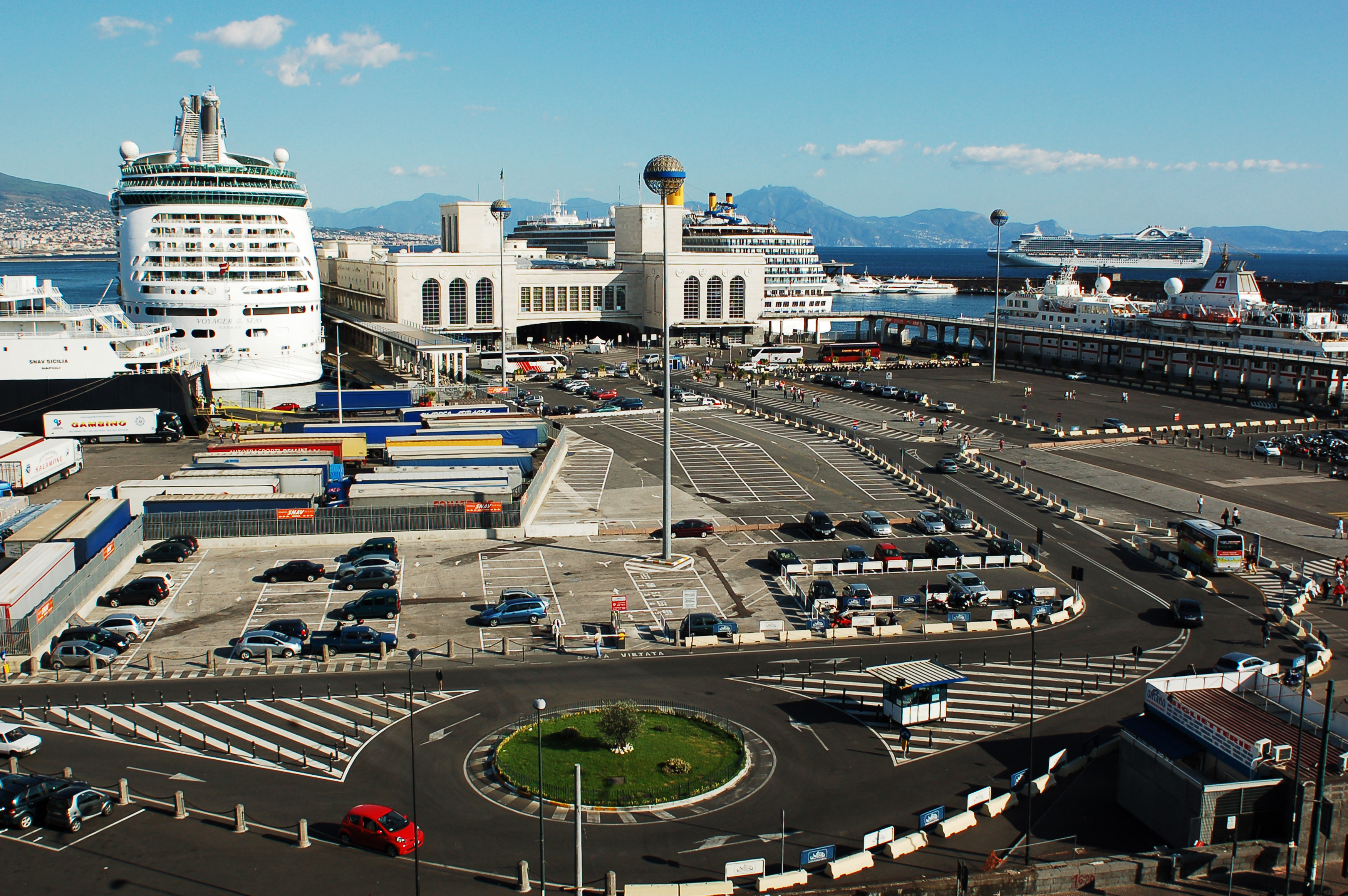
Blick auf die Stazione Marittima
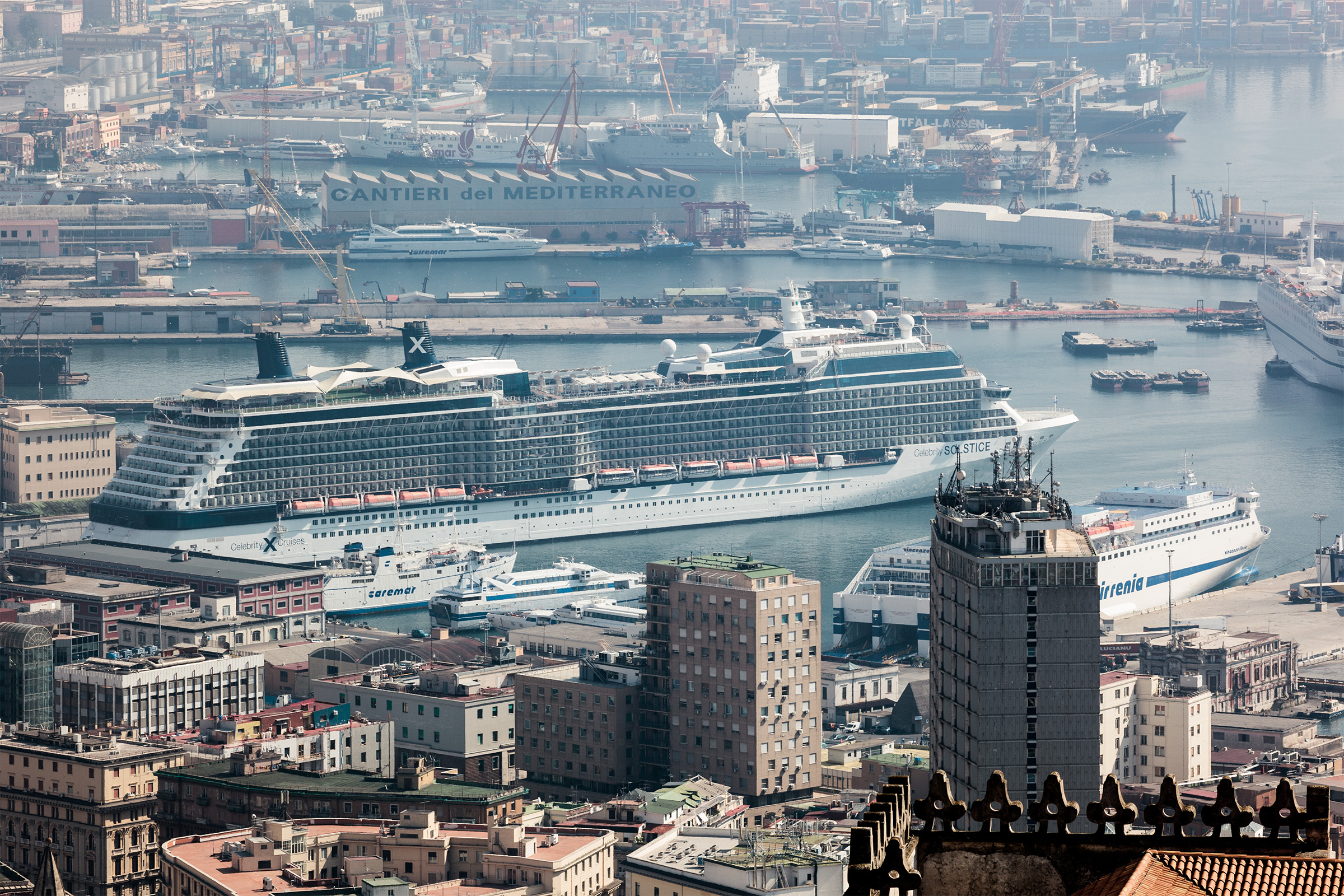
Mitte des Hafens
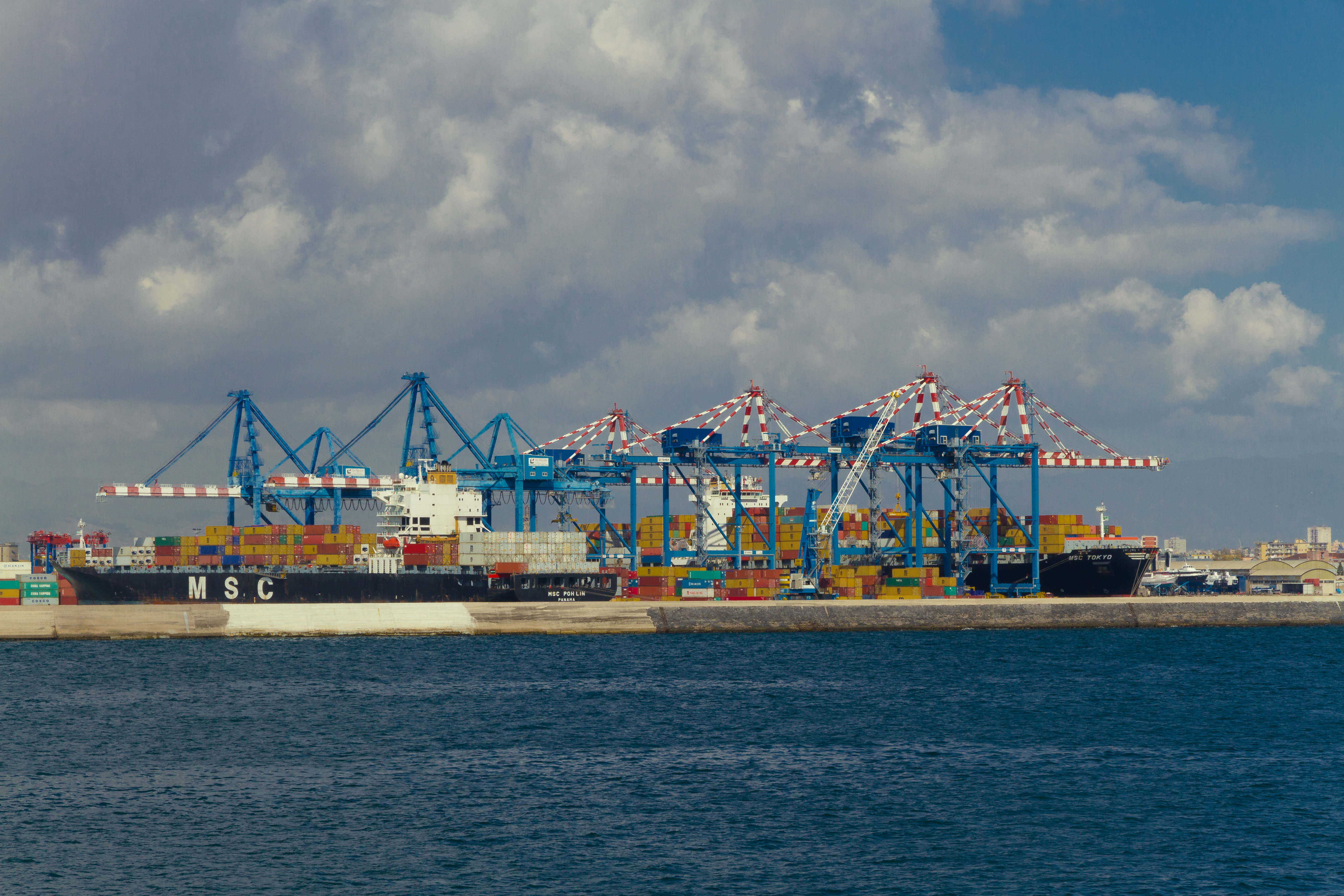
Containerterminal an Bausan-Pier

## Hafen- und Verkehrsentwicklung
Gemessen an den Passagierzahlen lag Neapel im Jahr 2016 hinter Messina an zweiter Stelle in Italien. Die relativ hohe Zahl von über 7,8 Millionen abgefertigten Passagieren (2016) ist in erster Linie stark frequentierten Fährverbindungen im Golf von Neapel (Capri, Ischia) geschuldet, die als Metropolitana del Mare oder „Meeres-Metro“ bezeichnet werden. Die strategisch günstige Lage am Tyrrhenischen Meer bewirkt, dass der Hafen sehr gut in das Verkehrskonzept der Autostrade del Mare oder „Meeresautobahnen“ integriert ist, wobei es sich in diesem Fall insbesondere um Fährverbindungen nach Sizilien und auch nach Sardinien handelt. Ein großer Teil des Schwerlastverkehrs zwischen Sizilien und dem kontinentalen Italien kann so von der Straße auf das Wasser verlegt werden. Das dritte bedeutende Segment ist mit 1,3 Millionen Passagieren im Jahr 2016 das der Kreuzfahrten. Die Stazione Marittima war einst ein Terminal für den transozeanischen Linienverkehr, der in den 1960er Jahren wegen der Zunahme des Flugverkehrs nach und nach aufgegeben wurde. An der Stazione Marittima haben in den letzten Jahrzehnten Kreuzfahrtschiffe den Platz der Transatlantikliner eingenommen. Die Lage des Kreuzfahrtterminals unmittelbar vor der Altstadt und ihrer Touristenattraktionen sowie die neben der Stazione Marittima angebotenen Fährverbindungen zu den Inseln im Golf von Neapel begünstigen die Entwicklung dieses Segments, das für die Stadt von sehr großer wirtschaftlicher Bedeutung ist. An der Stazione Marittima sind rund 30 Kreuzfahrtgesellschaften vertreten, darunter Tochterunternehmen der Carnival Corporation & plc, MSC Kreuzfahrten und  Royal Caribbean Cruises.
Beim Güterumschlag ist der Hafen mit 22 Millionen Tonnen im Jahr 2016 weniger stark. Neapel ist zwar Teil des TEN-V-Kernnetzkorridors Skandinavien–Mittelmeer und liegt nahe der wichtigen Schifffahrtsroute Gibraltar–Sues, auf eine strategisch günstige Lage und gute Verkehrsanbindungen können jedoch viele andere Mittelmeerhäfen verweisen. Wenig förderlich ist die relative Schwäche der süditalienischen Wirtschaft. Weitere hemmende Faktoren sind infrastruktureller Natur. Die stetig zunehmende Größe der Schiffe verlangt einen Hafenausbau, über den lange Zeit nur diskutiert wurde. Die dringend notwendige Vertiefung des Hafenbeckens wurde erst 2017 in Angriff genommen. Der Ausbau des Industriehafens in südöstlicher Richtung wird von den Nachbarorten abgelehnt, weil sie sich ihren freien Zugang zum Golf nicht durch neue Industrieanlagen versperren lassen wollen. Somit bleibt nur die Modernisierung und eine bessere Nutzung der bestehenden Hafenanlagen und eine engere Kooperation mit dem Hafen von Salerno. Der Güterumschlag setzt sich in Neapel jeweils ungefähr zu einem Viertel aus Stück- und festem Massengut, flüssigem Massengut, Containern und RoRo-Verkehr zusammen.
Auch mit dem relativ hohen Bedarf an Yachtliegeplätzen hat der Hafen ein Problem. Man versucht einerseits, den noch verbliebenen Marinestützpunkt an der San-Vincenzo-Mole zur Lösung dieses Problems zu gewinnen und andererseits Yachten und Boote an kleinere benachbarte Häfen in Pozzuoli oder Castellammare di Stabia zu verweisen. Im westlichen Stadtteil Bagnoli wurden in den 1960er Jahren bei dem dortigen Stahlwerk Piers für Frachtschiffe gebaut. Nach dem Abriss des Stahlwerks wurde dort unter anderem der Bau eines Yachthafens in Betracht gezogen.
Die militärische Nutzung des Hafens von Neapel tendiert heute gegen null, sieht man von der Küstenwache (und vergleichbaren Sicherheitsorganen) und gelegentlichen Besuchen größerer Kriegsschiffe ab.

## Geschichte
Die Geschichte des Hafens lässt sich zurückführen auf die Griechische Kolonisation des Golfes im 8. Jahrhundert vor Christus. In dieser griechischen Epoche erreichte der Hafen seine maximale Entwicklung im 5. Jahrhundert v. Chr., als er einer der bedeutendsten im Mittelmeerraum war. Über die Beschaffenheit und Nutzung des Hafens in römischer Zeit ist mehr bekannt, unter anderem weil man bei Arbeiten an der U-Bahn-Station Municipio fünf römische Schiffe und Reste der antiken Kaimauern fand. Man weiß von der Existenz zweier Hafenbecken. Bei der heutigen Stazione Marittima befand sich der Handelshafen Portus Vulpulum und daneben der kleine Militärhafen Arcina (der nicht mit der römischen Flottenbasis in Misenum zu verwechseln ist). Eine neue Blüte erlebte der Hafen unter Normannen und Staufern. Die Republik Pisa richtete am Portus Vulpulum einen Handelsstützpunkt ein, der deswegen bald Porto dei Pisani genannt wurde. Ein weiterer Ausbau erfolgte unter der Herrschaft des Hauses Anjou: Karl II. ließ zwischen 1302 und 1307 vor dem Castel Nuovo eine Pier anlegen, die auch in ihrer heutigen Form noch Molo Angioino genannt wird. Den Ausbau und die Befestigung des Hafens setzten Aragonier und dann Spanier fort, deren Krone das Königreich Neapel lange gehörte. Erwähnenswert ist besonders der Leuchtturm Lanterna del Molo auf der Angioino-Pier. Der Turm ist als ehemaliges Wahrzeichen des Hafens auf vielen Veduten verewigt; in der frühen Neuzeit nach Kriegszerstörungen und Bränden mehrmals wieder aufgebaut, musste er in den 1930er Jahren der Stazione Marittima weichen. Vorher schon hatte man eine alte Mole entfernt, die unter Alfons V. (I.) vom Leuchtturm aus in östlicher Richtung gebaut worden war und die lange Zeit ein zentrales konstitutives Element des Hafens bildete. Im 18. Jahrhundert zählte der Hafen wiederum zu den bedeutendsten Europas. Die Angioino-Pier wurde nochmals verlängert, westlich davon der Militärhafen und das Arsenal ausgebaut und östlich ein neuer Handelshafen mit der Immacolatella-Pier angelegt, so benannt nach einer kleinen Marienstatue.
Nachdem die Einigung Italiens im Jahr 1861 für Neapel und seinen Hafen zunächst einen wirtschaftlichen Niedergang zur Folge hatte, bemühte man sich ab den 1880er Jahren um dessen Belebung und baute ihn in östlicher Richtung aus. Der Hafen erhielt einen Bahnanschluss, ein Elektrizitätswerk und eine erste Stazione Marittima an der Pisacane-Pier (auch Immacolatella Nuova genannt). Entscheidend für den Wiederaufstieg in den Jahren nach der Jahrhundertwende war das Wirken des Hafenkapitäns Augusto Witting, der von dem Politiker und Süditalienexperten Francesco Saverio Nitti unterstützt wurde. Während des Faschismus wurde der Hafen auf zum Teil drastische Weise um- und ausgebaut, weil man ihn zum Zentrum des Schiffsverkehrs zu den Kolonien machen wollte. Diesem Streben setzte man durch den Eintritt in den Zweiten Weltkrieg ein Ende. 
Nach dem Waffenstillstand von Cassibile (September 1943) besetzten Wehrmacht-Truppen ganz Italien (Fall Achse), darunter auch den Hafen von Neapel. 
Nach der Landung britischer und amerikanischer Truppen bei Salerno versuchten  die deutschen Besatzungstruppen, vor ihrem Rückzug aus Neapel möglichst viele Hafenanlagen zu zerstören oder unbrauchbar zu machen. 
Die Alliierten hatten dies erwartet. Ein internationales Team unter dem Kommando von Commodore William A. Sullivan reparierte den Hafen so schnell, dass der erste Liberty-Frachter nach vier Tagen in den Hafen einlaufen und entladen konnte. Nach zwei Wochen konnte der Hafen 3.500 Tonnen Fracht pro Tag umschlagen und nach vier Wochen 7.000 Tonnen (der Vorkriegsdurchschnitt waren 8.000 Tonnen pro Tag).
Nach der Beseitigung der Kriegsschäden und einem kurzen Wiederaufblühen folgte eine Phase der Stagnation, die mit wirtschaftlichen Faktoren wie der Stahlkrise und der Ölpreiskrise in Zusammenhang stand, aber auch mit negativen politischen und gesellschaftlichen Rahmenbedingungen. Die politischen Rahmenbedingungen verbesserten sich erst in den 1990er Jahren, mit sichtbaren Auswirkungen auf das Stadtbild, auch weil es gelang, die Abschottung zwischen der Stadt und dem Hafen nicht nur zu überwinden, sondern deren Verbindung als eine wesentliche Voraussetzung für eine städtebauliche, wirtschaftliche und soziale Renaissance zu sehen. 

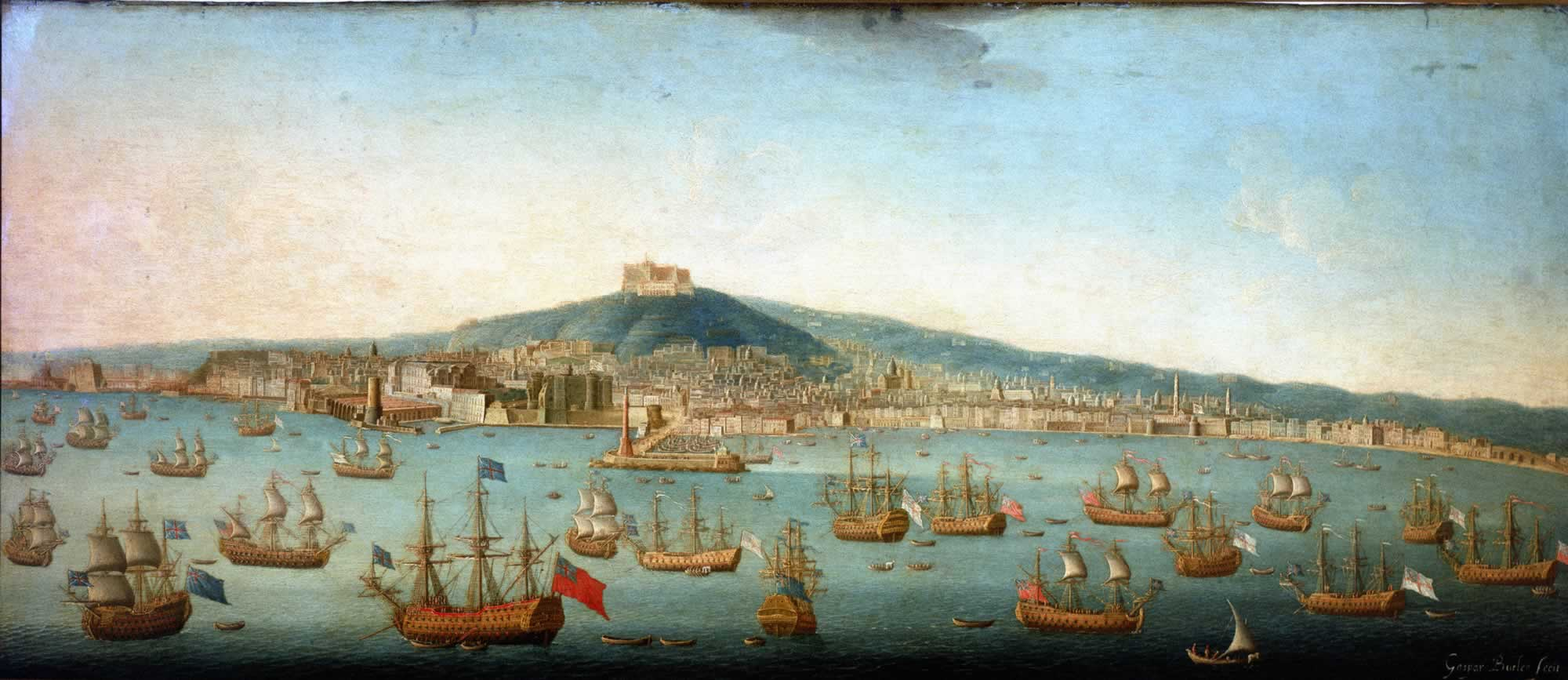
Hafen Neapel 1718
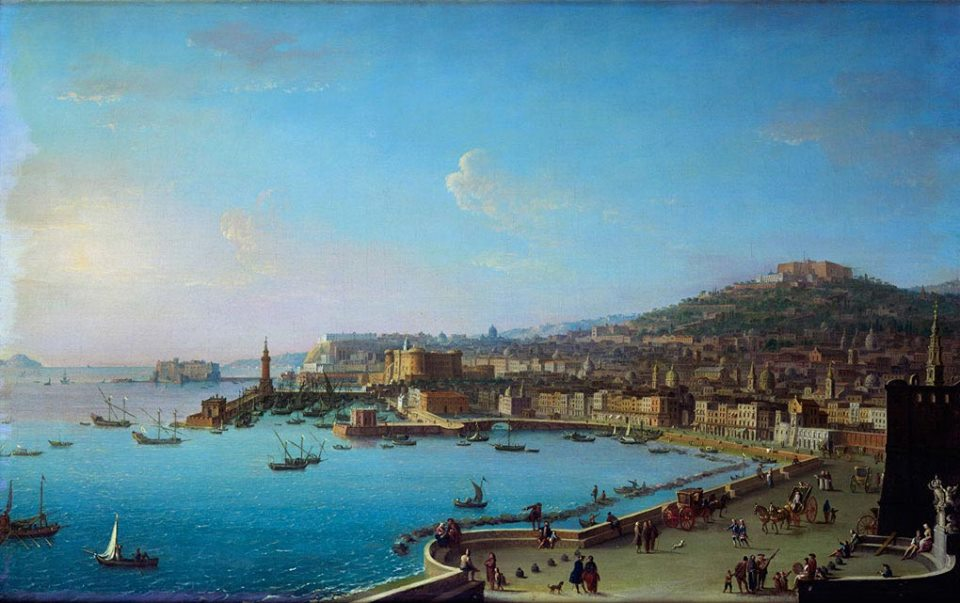
19. Jahrhundert, von Osten
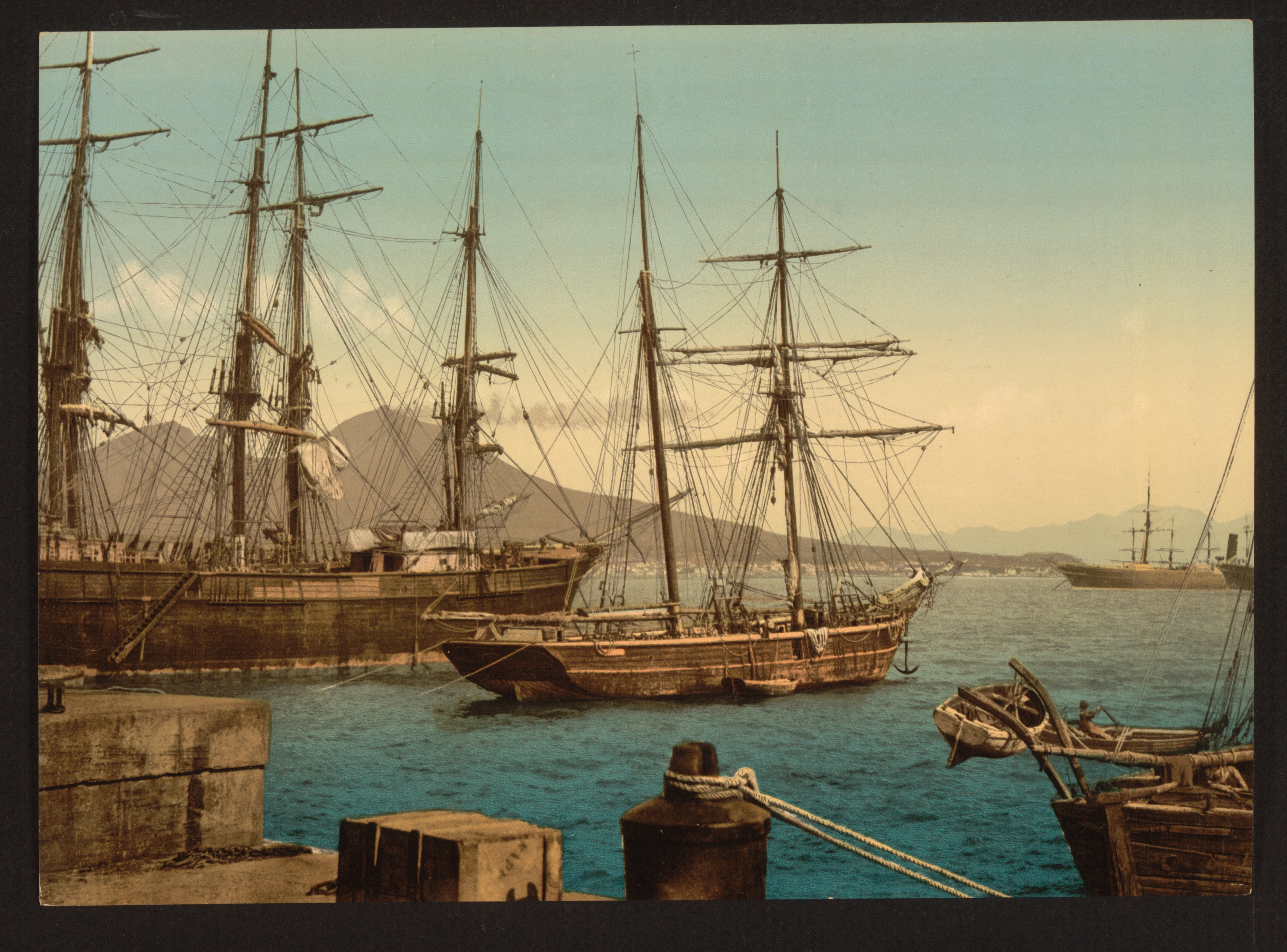
Um 1900
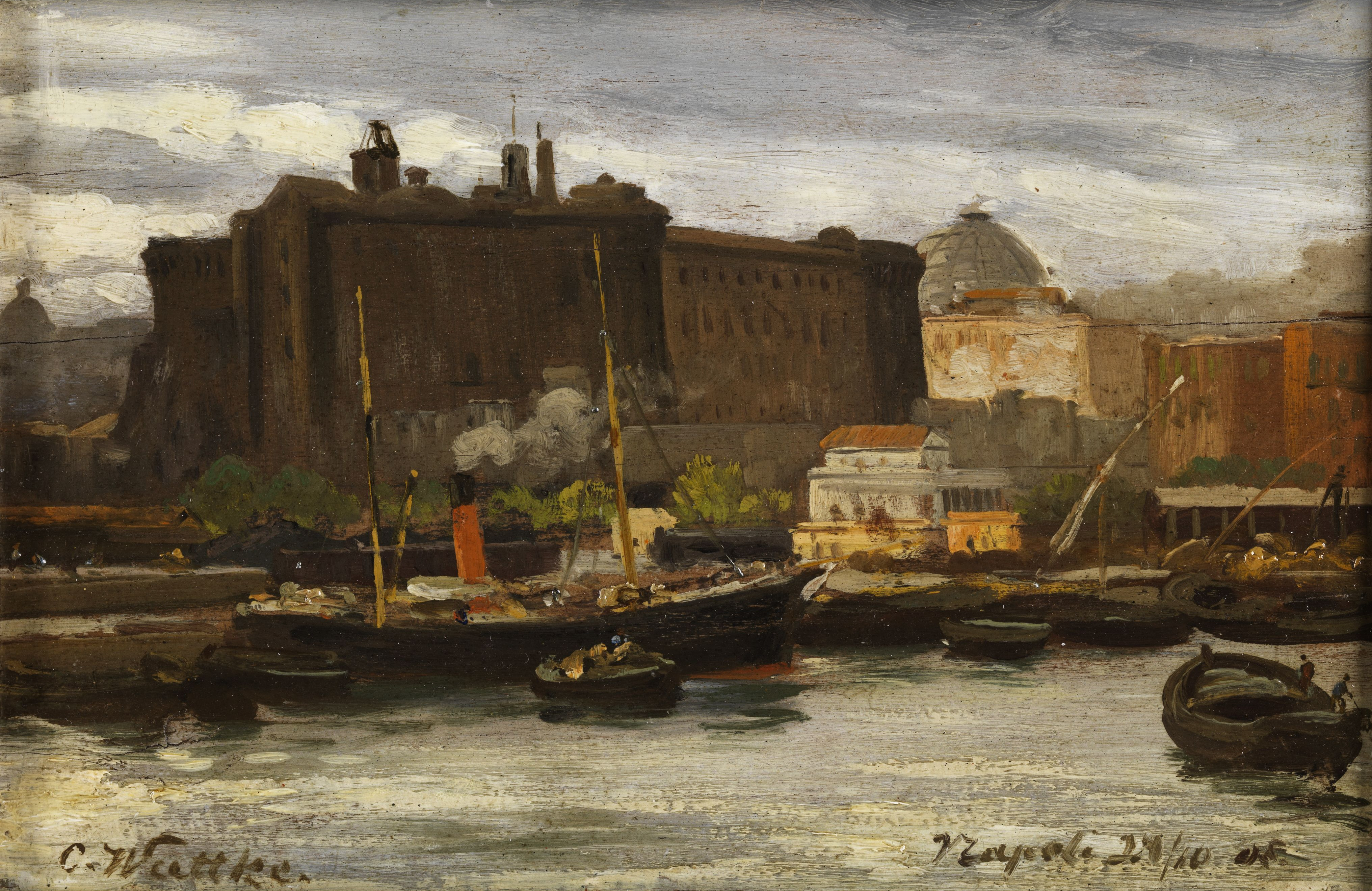
Carl Wuttke: Im Hafen von Neapel